# Francisco Márquez (director)
Francisco Márquez (Buenos Aires, 13 de octubre de 1981) es un guionista, productor y director argentino, conocido por codirigir La larga noche de Francisco Sanctis y "Un crimen común"
Es graduado de la Escuela Nacional de Experimentación y Realización Cinematográfica (ENERC).

## Filmografía
Su primer largometraje, el documental 'Después de Sarmiento', fue estrenado en el Festival de cine de Toulouse en la sección competitiva del año 2015. Ese mismo año se estrenó en salas argentinas, tuvo 1.003 espectadores; estas entradas se vendieron a precios especialmente accesibles, generando una recaudación de tan solo 6.930 pesos argentinos (aproximadamente USD 340).
Su siguiente film 'La Larga Noche de Francisco Sanctis', codirigida por Márquez y Andrea Testa, es la adaptación de la novela homónima de Humberto Costantini. El film se estrenó en 2016 en el prestigioso Festival de Cannes con críticas muy favorables por parte de la prensa en su estreno en salas argentina convocó a 10.944 espectadores. El film también se estrenó comercialmente en México, Estados Unidos, Canada, Grecia, Turquía y el Sudeste asiático. Según Márquez, tanto la novela como la película aportan «un nuevo punto de vista al debate sobre los 70, que tiene que ver con cuál es el rol de esta llamada 'mayoría silenciosa'. Por otro lado, es un conflicto muy actual. No sólo habla sobre los 70 sino que la problemática está muy inscripta en el presente. Tiene que ver con si nos asumimos o no como sujetos políticos. Eso es muy actual y nos motivó mucho a hacerla porque nos interpela ahora».
Durante 2019 estrena en el Festival de Berlín, su tercer largometraje: "Un crimen común". La película narra, en clave de terror, la historia de una socióloga atormentada por la culpa tras negarle colaboración a un joven que posteriormente fue asesinado por la policía.

### Director
| Año | Título | Comentario | 2011 | Imagenes para antes de la Guerra | Cortometraje | 2015 | Después de Sarmiento | Documental | 2016 | La larga noche de Francisco Sanctis |  | 2019 | Un crimen común |  |

### Guionista
| Año  | Título                              | Comentario   |
| ---- | ----------------------------------- | ------------ |
| 2011 | Imágenes para antes de la guerra    | Cortometraje |
| 2015 | Después de Sarmiento                | Documental   |
| 2016 | La larga noche de Francisco Sanctis |              |
| 2020 | A Common Crime                      |              |